# Mario Šlaus
Mario Šlaus (Zágráb, 1959. szeptember 8.), horvát antropológus, bioarheológus, akadémikus, egyetemi tanár.

## Élete
Mario Šlaus 1959. szeptember 8-án született Zágrábban, ahol a Zágrábi Egyetem Orvostudományi és Filozófiai Karán tanult. 1991-ben ösztöndíjat kapott a Smithsonian Intézetbe (USA), ahol tökéletesítette a bioarcheológiai és törvényszéki antropológiai ismereteit. 1996-ban doktorált. 1990-től a Horvát Tudományos és Művészeti Akadémián, az Antropológiai Központban dolgozik tudományos tanácsadóként, amelynek 2012-től igazgatója is. 1993 óta állandó tagja egy multidiszciplináris szakértői csoportnak, amelyet a Horvát Köztársaság kormánya bízott meg a honvédő háború áldozatainak felkutatásával és azonosításával. 2001 óta munkakapcsolatban áll a Zágrábi Egyetem Orvostudományi Karának Igazságügyi Orvostani és Kriminológiai Tanszékével, mint tudományos tanácsadó. A Zárai Egyetem Régészeti Tanszékének rendes professzorává választották. Tagja az Antropológiai Intézet igazgatótanácsának, a Zárai Egyetem Posztgraduális Doktori Tanulmányok Tanácsának és a Horvát Tudományos és Művészeti Akadémia Antropológiai Kutatási Tudományos Tanácsának.

## Tudományos munkássága
Šlaus professzor vezette be a biorégészeti és törvényszéki antropológiai kutatásokat a horvát tudományba, és jelentősen hozzájárult e tudományágak nemzetközi szintű fejlődéséhez is. Megalapította a Horvát Tudományos és Művészeti Akadémia Osteológiai Gyűjteményét és Bioarcheológiai Laboratóriumát. 
Hét tanulmányi programot alapított a bioarcheológiának és a törvényszéki antropológiának szentelve. Eddig tíz tudományos kutatási projekt megvalósításában vett részt, ebből ötöt ő vezetett. 120 tudományos publikációja jelent meg.
A bioarcheológiához és a törvényszéki antropológiához való tudományos hozzájárulásáért 2011-ben megkapta az Állami Tudományos Díjat.

## Fő művei
- The Bioarchaeology of Continental Croatia: An Analysis of Human Skeletal Remains from the Prehistoric to Post-medieval Periods, 2002.
- Arheološka istraživanja u Bjelovarsko-bilogorskoj županiji i pogrebni ritusi na teritoriju Hrvatske, 2003. monográfia
- Sudska medicina i deontologija, 2004. monográfia
- Bioarheologija: demografija, zdravlje, traume i prehrana starohrvatskih populacija, 2006. monográfia
- Rezultati antropološke analize ljudskog osteološkog materijala s nalazišta Kranj: stručni izvještaj, 2012.
- Rezultati antropološke analize ljudskog osteološkog materijala s nalazišta Kranj 2011-2013. 2015. (társszerző)
- Rezultati antropološke analize ljudskog osteološkog materijala s nalazišta Kranj 1953-1984. 2015. (társszerző)
- Photographic Atlas of Bioarchaeology from the Osteological Collection of the Croatian Academy of Sciences and Arts, Zagreb, 2013.
- Vrijedne kosti, 2021. monográfia